# Pajo Ivković Ivandekić
Pajo Ivković Ivandekić (? - Beograd, 4. rujna 1970.) bio je vojvođanski ekonomist i publicist, rodom bački Hrvat.
Studirao je na dvama fakultetima i na oba je diplomirao: pravni i filozofski fakultet. Akademsku je karijeru gradio i dalje, pa je doktorirao pravne i političke znanosti.
Bio je viši znanstveni savjetnik Ekonomskog instituta u Beogradu. 
Autorom je tekst u Njivi, prvom poratnom hrvatskom književnom časopisu u Subotici koji je objavljen kao glasilo Hrvatskog kulturnog društva u Subotici, 1. siječnja 1947. godine

## Izabrana djela
- Pravci i neki problemi posleratne urbanizacije u Jugoslaviji, ĉasopis Ekonomist, 3/1961.[1]
- Neki društveno ekonomski aspekti urbanizacije u SRS